# L'Oracle de Delphes
 (juillet 2025).
Pour plus de détails, voir Fiche technique et Distribution.
L'Oracle de Delphes est un film muet français réalisé par Georges Méliès, sorti en 1903, au tout début du cinéma muet.

## Synopsis
Un voleur tente de voler un trésor dans la tombe de Delphes lorsqu'un esprit apparaît. Il donne vie à deux statues transforment la tête du voleur en celle d'un âne.

## Fiche technique
- Titre : L'Oracle de Delphes
- Réalisation :	Georges Méliès
- Scénario : Georges Méliès
- Société de production : Star Film
- Pays de production :  France
- Langue : film muet avec les intertitres en français
- Format : Noir et blanc — 35 mm — 1,33:1 — Muet
- Métrage : 30 mètres
- Genre : Film fantastique
- Durée : 2 minutes
- Dates de sortie :
  - France : 1903
  - États-Unis : 15 août 1903

## Distribution
- Georges Méliès

## Autour du film
- Le film s'intitule « L'Oracle de Delphes », mais Méliès situe l'action en Égypte, alors que Delphes est une ville grecque, et que le film n'a absolument aucun rapport avec la Grèce.